# Burka (Kavkaz)
Burka (abhaško ауапа, latinizirano: awápa, adigejsko кӏакӏо, latinizirano: chakwe, armensko այծենակաճ, latinizirano: aytsenakach, avarsko буртина, latinizirano: burtína, azerbajdžansko yapıncı, čečensko верта, latinizirano: verta, gruzinsko ნაბადი, latinizirano: nabadi, inguško ферта, latinizirano: ferta, kabardsko щӏакӏуэ, latinizirano: shakwe, osetinsko нымӕг, latinizirano: nymæg, rusko бурка, latinizirano: burka, svansko ღართ, latinizirano: ghärt) je plašč, narejen iz klobučevine ali karakula (kratki kodrasti kožuh mladih karakul ovc).  Obstajajo ogrinjala za jahača (dolga, volnasta, s šivi, ki tvorijo široke izrastke na ramenih) in za hojo (kratka, gladka, brez šivov).
Burka je v življenju gorjanov imela velik praktični in obredni pomen. Ko se je rodil moški, so ga zavili v burko, da je lahko odrasel v pravega moškega. Ko je moški umrl, so ga pospremili na zadnjo pot tako, da so nanj položili njegovo burko.
Ker je bil karakul dragoceno krzno, so bile burke običajno sešite iz klobučevine, tako da naj bi bile videti kot karakul. Burke imajo visoka, oglata ramena, zato njen nosilec dobi izrazito silhueto z visokimi rameni. Glavni izdelovalec burk na Severnem Kavkazu je bila Čečenija. 
Burke so bile del običajnih moških oblačil različnih ljudstev, ki so poseljevali območje Kavkaza. V prvem delu 19. stoletja je bil del uniforme ruskih konjeniških čet v kavkaških vojnah. V začetku 20. stoletja je bila skupna vsem kavkaškim plemenom, v regiji pa so jo nosili tudi številni Rusi in Kozaki. Burko so lahko zvili in nosili pritrjeno na sedlo.